# Prunelli-di-Casacconi
Prunelli-di-Casacconi (korsisch I Prunelli di Casaccuni; italienisch Prunelli di Casacconi) ist eine französische Gemeinde mit 149 Einwohnern (Stand 1. Januar 2022) im Département Haute-Corse auf der Insel Korsika in Frankreich.

## Geografie
Prunelli-di-Casacconi liegt in der Castagniccia auf einer Höhe von 220 Metern über dem Meeresspiegel oberhalb des Tals des Golo im Nordosten der Insel Korsika, 22 Kilometer südlich von Bastia, dem Sitz der Präfektur des Départements Haute-Corse, und sechs Kilometer nördlich vom Regionalen Naturpark Korsika. Die Ortschaft ist umgeben von den Nachbargemeinden Olmo, Vignale und Monte. Die Gemeinde besteht aus fünf Weilern, ihr Gebiet hat eine Fläche von 6,02 Quadratkilometern.

## Geschichte
Prunelli ist korsisch für ‚Schlehdorn‘. 1801 erhielt die Gemeinde unter dem Namen Prunelli durch die Verwaltungsreform unter Napoleon Bonaparte (1769–1821) das Recht auf kommunale Selbstverwaltung. Am meisten Einwohner (668) hatte die Ortschaft 1921. Zwischen 1954 und 1962 sank die Einwohnerzahl drastisch von 522 auf 220. Am wenigsten Bewohner (146) hatte die Gemeinde 1990.

### Bevölkerungsentwicklung
| Jahr      | 1962 | 1968 | 1975 | 1982 | 1990 | 1999 | 2007 | 2016 |
| --------- | ---- | ---- | ---- | ---- | ---- | ---- | ---- | ---- |
| Einwohner | 176  | 198  | 184  | 183  | 146  | 162  | 161  | 150  |

## Kultur und Sehenswürdigkeiten
Die Burg Castelluccio wurde 1202 für die Grafen von Korsika errichtet. Laut dem korsischen Historiker Giovanni della Grossa (* 1388) sei sie im Auftrag des legendären Giudice de Cinarca (eigentlich Sinucello Della Rocca, 1221 bis 1306 oder 1312) gebaut worden. Der war jedoch 1202 noch nicht geboren. Die Ruinen der Burg umfassen eine Wehrmauer, einen Turm und ein Festes Haus.
Die Kirche Saint-Cyr et Saint-Julitte ist den Heiligen Quiricus und Julitta geweiht. Sie wurde 1646 erstmals urkundlich erwähnt und wurde wahrscheinlich zu Beginn des 17. Jahrhunderts errichtet. Sie wurde im 19. Jahrhundert restauriert. Der Kirchturm wurde 1899 gebaut. Der Grundriss der Kirche hat die Form eines Lateinischen Kreuzes. In der Kirche befinden sich sechs Gemälde aus dem 17., 18. und 19. Jahrhundert. Ein Gemälde aus dem 17. Jahrhundert zeigt Johannes den Täufer im Alter von etwa zehn Jahren auf einem Stein in einer Landschaft sitzend. Es stammt vielleicht aus der Sammlung von Kardinal Joseph Fesch (1763–1839). Das Werk wurde 2005 als Monument historique (‚historisches Denkmal‘) klassifiziert. Einer der Seitenaltäre stammt ebenfalls aus dem 17. Jahrhundert. Er ist dem Heiligen Rochus von Montpellier geweiht.
Im Norden des Gemeindegebiets, beim Weiler Chioselli, befinden sich die Ruinen eines alten Wasserkraftwerks aus dem zweiten Viertel des 20. Jahrhunderts. Eine verfallene Brücke aus der Kolonialzeit der Republik Genua (vor 1768) steht südlich des Wasserkraftwerks. Eine alte Eisenbahnbrücke aus dem letzten Viertel des 19. Jahrhunderts führt im Nordwesten des Gemeindegebiets beim Weiler Vergaghio über den Golo.

## Wirtschaft
Auf dem Gemeindegebiet gelten kontrollierte Herkunftsbezeichnungen (AOC) für Brocciu, Honig (Miel de Corse – Mele di Corsica), Olivenöl (Huile d’olive de Corse – Oliu di Corsica), Kastanienmehl (Farine de châtaigne corse – Farina castagnina corsa) und Wein (Vin de Corse oder Corse blanc, rosé und rouge) sowie geschützte geographische Angaben (IGP) für Wein (Ile de Beauté blanc, rosé oder rouge und Méditerranée blanc, rosé und rouge).